# Knox-Little Nunatak
Knox-Little Nunatak är en nunatak i Antarktis. Den ligger i Östantarktis. Australien gör anspråk på området. Toppen på Knox-Little Nunatak är 1 169 meter över havet.
Terrängen runt Knox-Little Nunatak är lite kuperad. Trakten är obefolkad. Det finns inga samhällen i närheten.